# نادي كامزا لكرة السلة
نادي كامزا لكرة السلة هو فريق كرة سلة ألباني تأسس في سنة 1962 يقع مقره في تيرانا. يلعب في الدوري الألباني لكرة السلة وفاز به 6 مرات (2003، 2004، 2005، 2006، 2007، 2013) كما فاز بكأس ألبانيا 6 مرات (2003، 2004، 2005، 2006، 2013، 2016).